# Bergholtz klockgjuteri

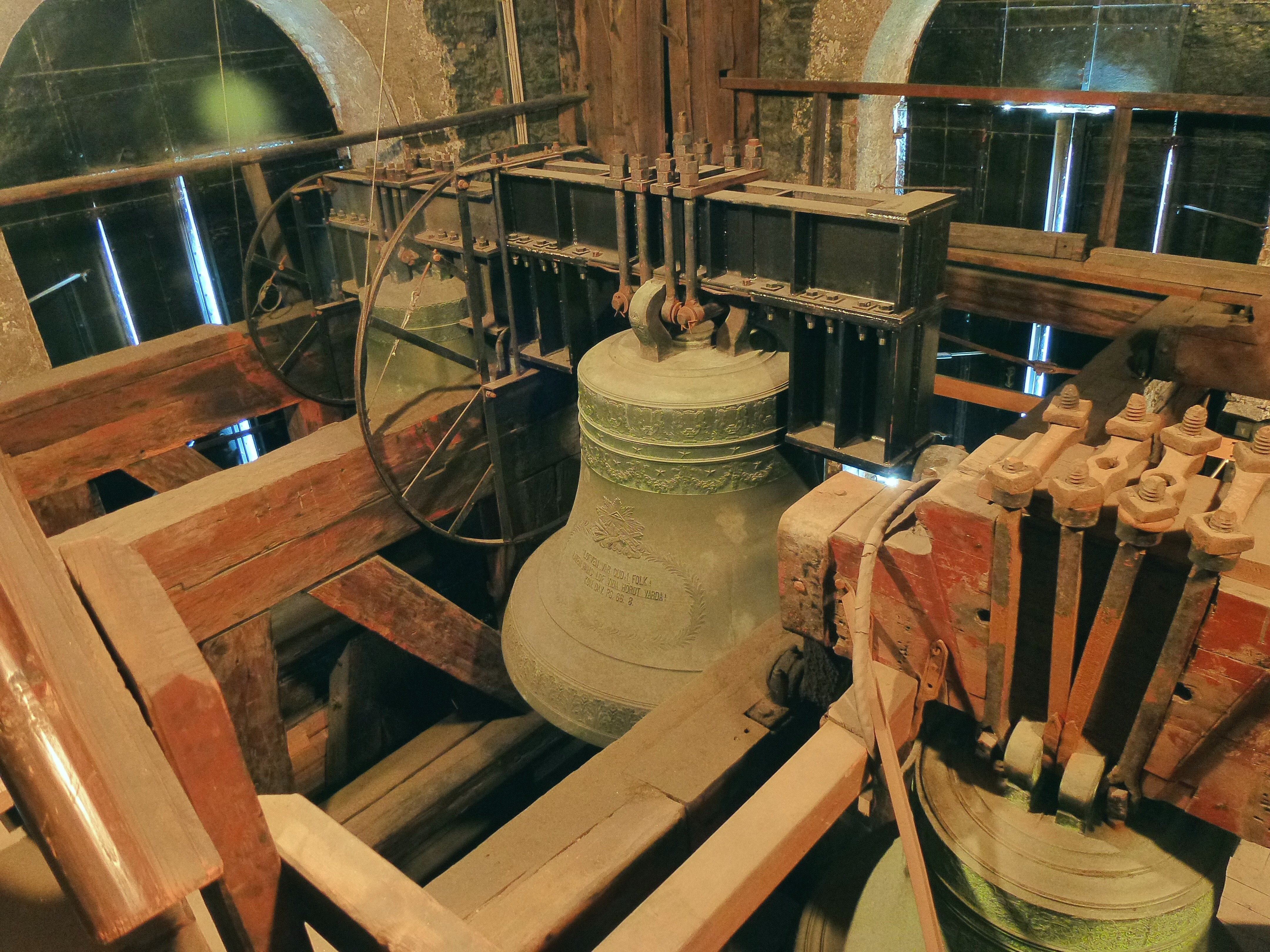
Stockholmskyrkan Maria Magdalena kyrkas storklocka är omgjuten på Bergholtz klockgjuteri.

Bergholtz klockgjuteri AB är ett klockgjuteri i Sigtuna och är ett av Sveriges fyra kvarvarande klockgjuterier. De andra tre är Skånska Klock- & Konstgjuteriet AB i Hammenhög, M & O Ohlsson i Ystad och Morells metallgjuteri i Mora.

## Historik
Gjuteriet startades av familjen Bergholtz 1852. Företaget har drivits av bland andra klockgjutarna Kristian Bergholtz (1839–1918), Magnus Bergholtz (1882–1974), Gösta Bergholtz (1913–2008) och Bo Bergholtz (född 1947).

## Gjutna klockor
Gjuteriet har levererat kyrkklockor till bland annat;

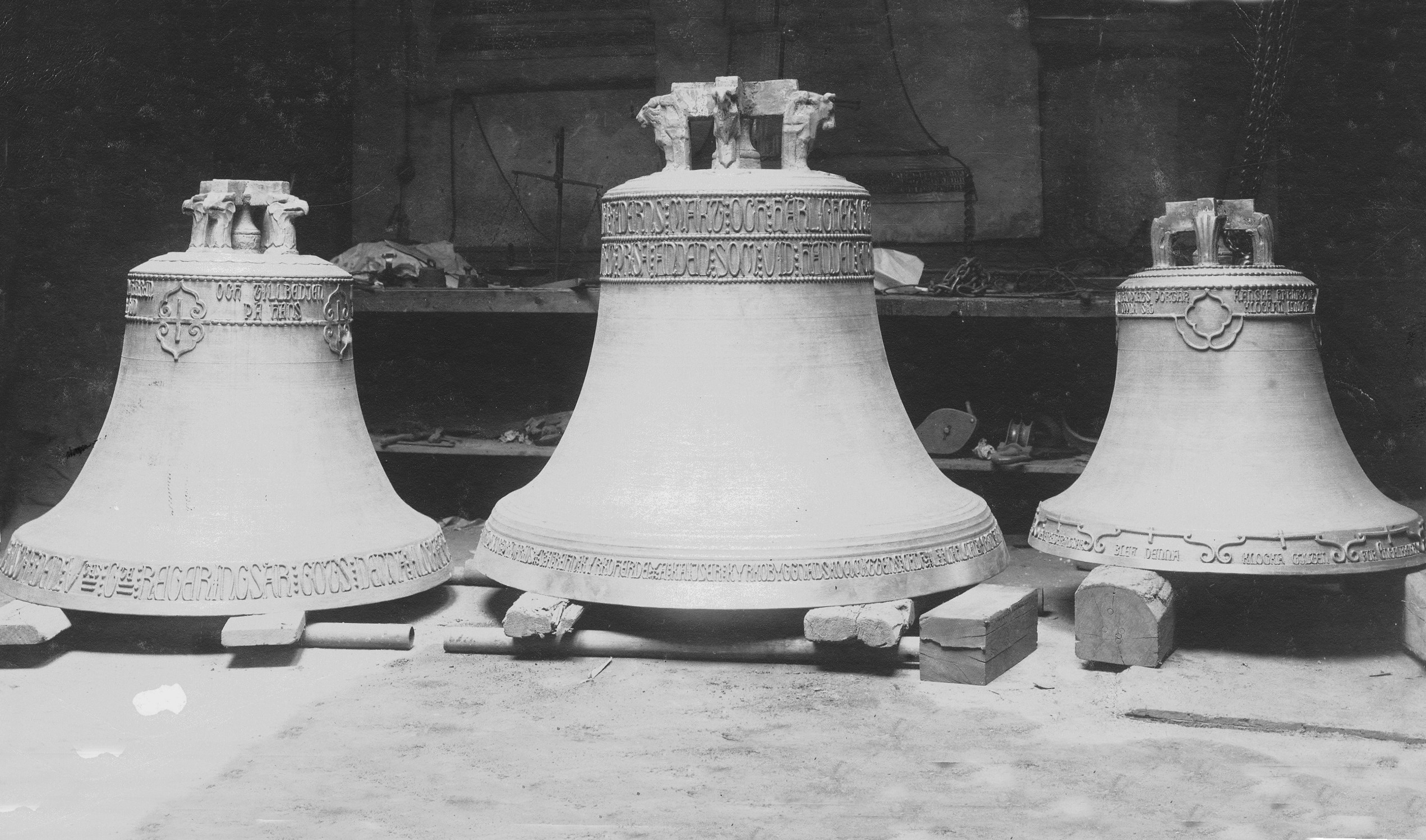
Engelbrektskyrkans klockor på Bergholtz klockgjuteri, 1913. Från vänster: Mellanklockan, Storklockan och Lillklockan.

- Hedvig Eleonora kyrka i Stockholm
- Engelbrektskyrkan, Stockholm
- Essinge kyrka i Stockholm
- Maria Magdalena kyrka i Stockholm
- Karlstads domkyrka
- Sankt Nikolai kyrka i Örebro
- Gustaf Vasa kyrka i Stockholm
- Finnträsk kyrka, Finnträsk
- Grängsbo Lillkyrka
- Vallkärra kyrka
- Älvsjö kyrka
- Stenberga kyrka i Växjö stift.